# Station Bünde (Westf)
Station Bünde (Westf) (Bahnhof Bünde (Westfalen), ook wel Bahnhof Bünde (Westf)) is een spoorwegstation in de Duitse stad Bünde in de deelstaat Noordrijn-Westfalen. Het station ligt aan de spoorlijn Löhne - Rheine en is het startpunt van de spoorlijn Bünde - Bassum.

## Geschiedenis

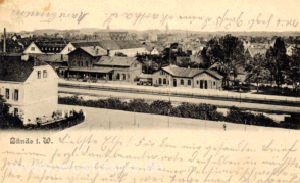
Het station op een ansichtkaart uit 1903, kijkend richting het noorden.

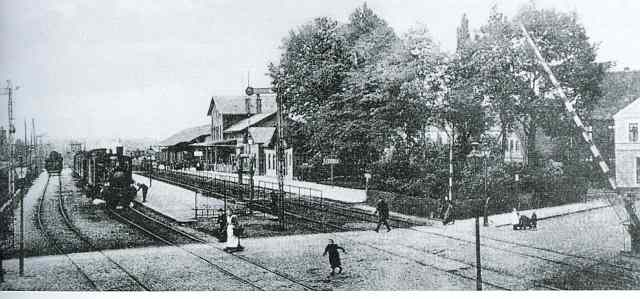
Het station in 1904 vanaf het westen. De overweg is vervangen door een tunnel. Links is ook het voormalige spoor 5 te zien.

De hoofdspoorlijn werd in 1856 tussen Löhne en Rheine als onderdeel van de Hannoverschen Westbahn geopend. Tussen 1899/1901 volgde de opening van de spoorlijn naar Rahden-Sulingen-Bassum. Tot juni 1994 reed via deze spoorlijn rechtstreekse treinen naar Bremen. Een reactivering van deze stilgelegde spoorlijn in Nedersaksen staat niet op de planning.
Het stationsbord luidt Bünde (Westf.) - Die Zigarrenstadt. Het herinnert, dat Bünde het centrum van de Europese tabaksindustrie was. Rond het station waren diverse fabrieken van de tabaksindustrie, die per goederentrein tabak kreeg aangeleverd en ook het transport van de eindproducten ging via het spoor. Elk van deze fabrieken bij het station bestaan niet meer. Wat nog aan die tijd herinnert is het nabijgelegen Tabakspeicher, een van de vele pakhuizen in het stationsgebied. Jaarlijks vindt tussen het station en de Tabakspeicher op het stationsplein het Tabakspeichermarkt plaats.

### Vooruitblik
De Deutsche Bahn had in juni 2008 een grote renovatie voor het jaar 2011 aangekondigd. De kosten van 7,47 miljoen euro worden verdeeld tussen de Deutsche Bahn, de Bondsregering en de Landsregering van Noordrijn-Westfalen. Geplant is een verhoging van de perrons (om de instap toegankelijker te maken), een installatie voor rolstoelen en een renovatie van de tunnel onder de sporen. De werkzaamheden zijn in maart 2015 begonnen.

## Indeling

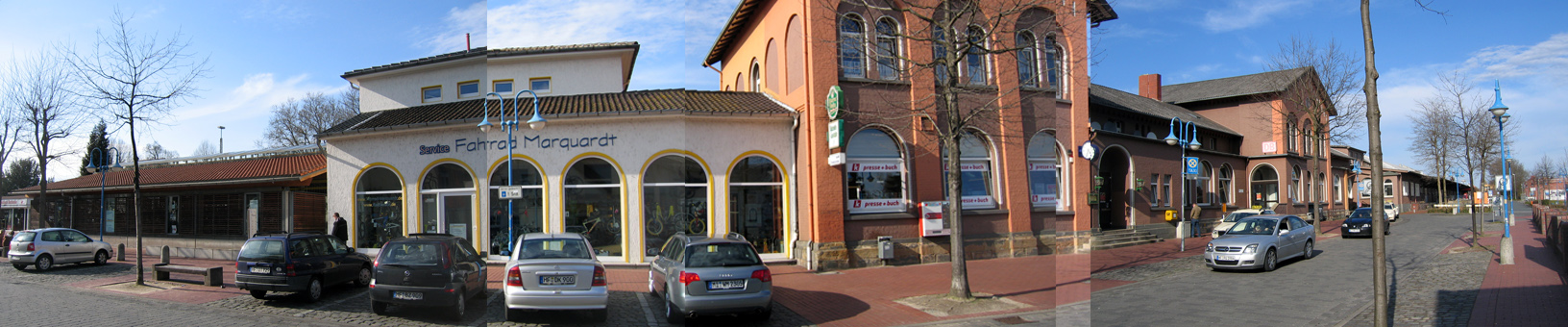
Zuidaanzicht, links de fietsenstalling (2008)

Het station heeft drie sporen, die van 2 tot 4 zijn doorgenummerd. Het voormalige spoor 1 was niet bedoeld voor reizigerstreinen. Spoor 1 is inmiddels verwijderd, alleen het ballast en een deel van het perron herinnert nog aan spoor 1. Het laadperron eindigt direct ten oosten van het station en was via een perron aangesloten op een loods die aan het stationsgebouw wast zit. De loods had aan de zuidzijde een laadperron voor vrachtwagens, in de loods is een restaurant en een winkel gevestigd. Met het afbreken van spoor 1 werden de rangeer- en opstelsporen ten oosten van het station verwijderd. Daarmee kwam er ruimte voor een Parkeer en Reisplaats. De laadsporen naar het bedrijf Imperial en andere bedrijven in Ennigloh zijn niet meer verbonden met de sporen van Deutsche Bahn. Er is alleen een in onbruik geraakte verbinding met een bouwhandel. Bij het station bevindt zich een perronloos spoor 5,.
In het goederenstation zijn er nog de sporen 19, 20 en 21 voorhanden, waarbij spoor 20 geblokkeerd is. De voormalige laadweg werd door de stad Bünde gekocht en is bebouwd met kantoren.

## Verbindingen

### Treinverkeer
De volgende treinseries doen station Bünde aan:
| Serie         | Treinsoort                                    | Route | Bijzonderheden                                          |
| ------------- | --------------------------------------------- | --- | ------------------------------------------------------- |
| 140/240 IC 77 | Intercity (NS International / DB Fernverkehr) | Amsterdam Centraal – Hilversum – Amersfoort Centraal – Apeldoorn – Deventer – Hengelo – Bad Bentheim – Rheine – Osnabrück Hbf – Bünde (Westf) – Hannover Hbf – Berlin-Spandau – Berlin Hbf – Berlin Ostbahnhof | Stopt niet in Almelo. Rijdt elke twee uur.              |
| RE 60         | Regional-Express (Westfalenbahn)              | Rheine – Osnabrück Hbf – Bünde (Westf) – Löhne (Westf) – Bad Oeynhausen – Minden (Westf) – Hannover Hbf – Lehrte – Braunschweig Hbf                                                                            | Ems-Leine-Express 1x per twee uur                       |
| 20350 RB 61   | Stoptrein/Regionalbahn (Keolis)               | Hengelo – Bad Bentheim – Rheine – Osnabrück Hbf – Bünde(Westf) – Bielefeld Hbf | Wiehengebirgsbahn                                       |
| RB 71         | Regionalbahn (eurobahn)                       | Bielefeld Hbf – Herford – Bünde (Westf) – Rahden (Kr Lübbecke) | Ravensberger Bahn zondag 1x per twee uur                |
| RB 77         | Regionalbahn (NordWestBahn)                   | Bünde (Westf) – Löhne (Westf) – Hamelen – Nordstemmen – Hildesheim Hbf | Weser-Bahn 1x per twee uur in het weekend Bünde - Löhne |

### Busverkeer

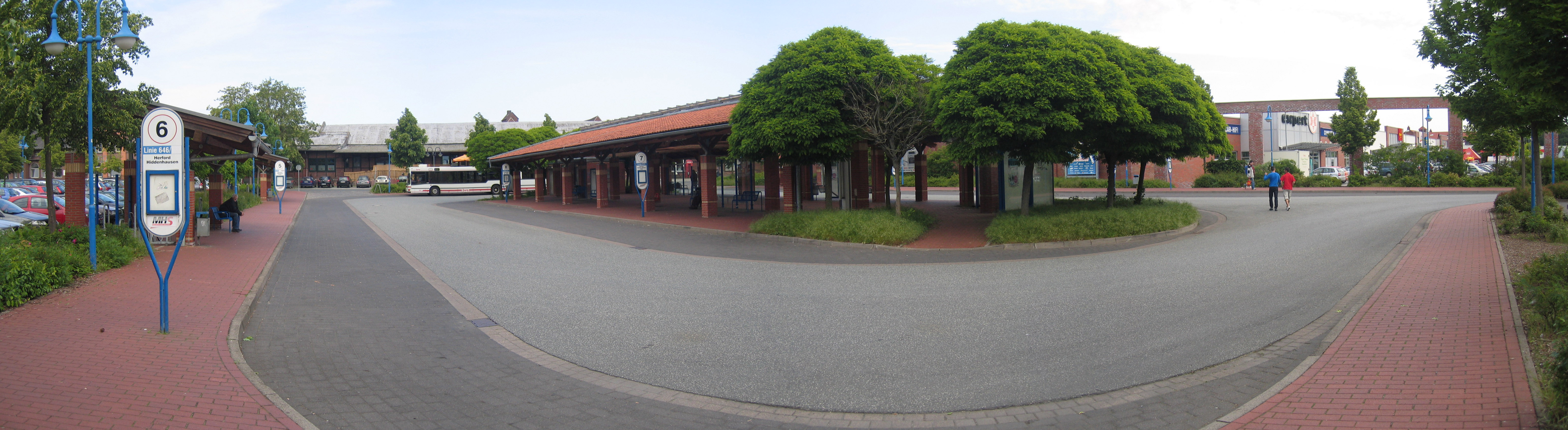
Busstation van Bünde (2009)

Vanaf het busstation naast het station rijden regionale bussen naar Herford en Enger. Tevens rijden er belbussen naar Hüllhorst, Kirchlengern, Spenge en Rödinghausen. Tevens stopt er een stadsbuslijn voor het station.
Bij het station biedt de Parkeer en Reisplaats ruimte voor 300 voertuigen en een fietsenstalling.

## Faciliteiten

Blik vanaf spoor 3 richting spoor 2 (2009)

In het station bevindt zich een DB ReiseZentrum, een krantenkiosk, een café en een tweedehandswinkel. Het direct aansluitende pakhuis aan het voormalige spoor 1 herbergt een restaurant, evenals een winkel voor meubels en decoraties. Alleen spoor 2 is zonder trappen te bereiken, het station is daardoor niet volledig toegankelijk voor minder valide reizigers. Spoor 3 en 4 kunnen bereikt worden door een tunnel. De perrons zijn grotendeels overkapt.
De fietsenstalling werd in 1999 geopend en biedt plaats voor 300 fietsen. Toegang is mogelijk door een elektronische ingangscontrole. De fietsenstalling zit direct naast de zo genaamde Arkadenhaus, aan het westelijke deel van het station. Het Arkadenhaus was uitgebrand, maar werd door renovatie en de bouw van de fietsenstalling gered van de sloop. Architect Ulrich Recker kreeg in 2000 de architectuurprijs Leon-Battista-Alberti-Medaille van de Arbeitsgemeinschaft Ziegeldach voor de succesvolle stedelijke integratie.